# Liste der Biografien/Cem
Liste der Biografien |
Portal Biografien |
Personensuche
# |
A |
B |
C |
D |
E |
F |
G |
H |
I |
J |
K |
L |
M |
N |
O |
P |
Q |
R |
S |
T |
U |
V |
W |
X |
Y |
Z |
?
 
Ca |
Cb |
Cc |
Ce |
Ch |
Ci |
Cj |
Ck |
Cl |
Cm |
Cn |
Co |
Cr |
Cs |
Ct |
Cu |
Cv |
Cw |
Cy |
Cz
 
Cea |
Ceb |
Cec |
Ced |
Cee |
Cef |
Ceg |
Ceh |
Cei |
Cej |
Cek |
Cel |
Cem |
Cen |
Ceo |
Cep |
Cer |
Ces |
Cet |
Ceu |
Cev |
Cey |
Cez
Die Liste der Biografien führt alle Personen auf, die in der deutschsprachigen Wikipedia einen Artikel haben. Dieses ist eine Teilliste mit 22 Einträgen von Personen, deren Namen mit den Buchstaben „Cem“ beginnt.

## Cem
- Cem Sultan (1459–1495), osmanischer Prinz, Sultan und Dichter
- Cem, Cemil (1882–1950), türkischer Diplomat, Karikaturist und Herausgeber
- Cem, İsmail (1940–2007), türkischer Journalist und Politiker

### Cema
- Cemach, Alexander Isaak (1882–1958), russisch-österreichisch-britischer Mediziner und Hochschullehrer
- Cemal, Hasan (* 1944), türkischer Journalist und Schriftsteller
- Cemal, Pascha (1872–1922), türkischer General und PolitikerCemal Pascha (1872–1922)

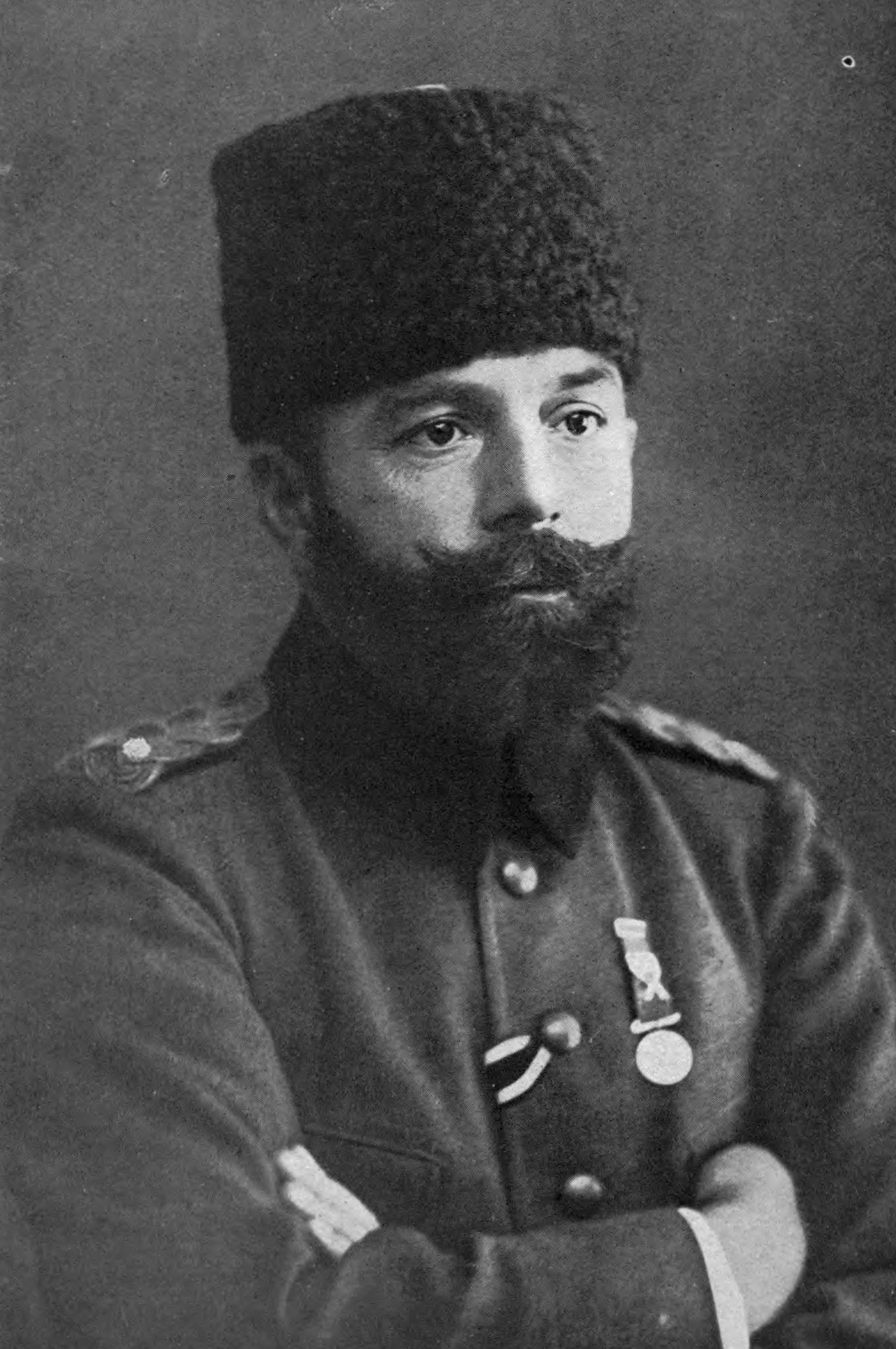
Cemal Pascha (1872–1922)

- Ceman, Canyon (* 1972), US-amerikanischer Beachvolleyballspieler
- Ceman, Senada (* 1995), luxemburgische Fußballspielerin

### Cemb
- Cemboluk, Sabriye (* 1948), türkische Autorin, Dramatiker und Journalistin
- Cembranos, Paula (* 2004), Schweizer Tennisspielerin

### Ceme
- Cementarius, Richard, schottischer Architekt und Politiker
- Cemernjak, Christoph (* 1982), österreichischer Fußballspieler
- Čemerski, Angel (1923–2005), mazedonischer und jugoslawischer Politiker

### Cemi
- Cemile Sultan (1843–1915), osmanische Prinzessin
- Cemilpascha, Ekrem (1891–1974), osmanischer Offizier und kurdischer Politiker
- Cemilpascha, Kadri (1891–1973), kurdischer Offizier und Politiker
- Cemin, Saint Clair (* 1951), brasilianisch-US-amerikanischer Konzeptkünstler
- Ceming, Katharina (* 1970), deutsche Theologin und Philosophin

### Cemo
- Cemore, Alan (* 1958), US-amerikanischer Opernsänger (Bariton)
- Čemović, Momčilo (1928–2001), jugoslawischer Politiker

### Cemp
- Cempa, Wiesław (* 1970), polnischer Skilangläufer

### Cemu
- Čemus, Richard (* 1954), tschechischer römisch-katholischer Theologe